# Montanhac de la Pluma
Montanhac sus Auvinhon (en francès Montagnac-sur-Auvignon) és un municipi francès situat al departament d'Òlt i Garona i a la regió de la Nova Aquitània.

## Demografia
| 1962                                       | 1968 | 1975 | 1982 | 1990 | 1999 | 2007 |
| ------------------------------------------ | ---- | ---- | ---- | ---- | ---- | ---- |
| 475                                        | 513  | 457  | 445  | 476  | 497  | 570  |
| Des de 1962: població sense dobles comptes |      |      |      |      |      |      |

## Administració
| Període   | Identitat        | Partit |
| --------- | ---------------- | ------ |
| 1995-2001 | Didier Bonne     |        |
| 2001-     | Jean-Louis Tolot |        |